# فردين عبديني
فردين عبديني (بالفارسية: فردین عابدینی) هو لاعب كرة قدم إيراني في مركز ظهير ‏، ولد في 18 نوفمبر 1991 في تبريز في إيران. شارك مع منتخب إيران تحت 23 سنة لكرة القدم. أما مع النوادي، فقد لعب مع نادي استقلال طهران ونادي تراكتور سازي ونادي غسترش فولاد ونادي مس كرمان.

## وصلات خارجية
- فردين عبديني على موقع قاعدة بيانات كرة القدم.إي يو (الإنجليزية)
- فردين عبديني على موقع Soccerway.com (الإنجليزية)